# Internationales Städteforum Graz
Das Internationale Städteforum Graz (ISG) ist eine 1976 gegründete Kulturinstitution mit Sitz in Graz, Österreich. Sie widmet sich der internationalen Dokumentation und Forschung in den Bereichen Architektur, Urbanistik und Denkmalpflege historischer Städte und Gemeinden. Das ISG entstand im Zuge der Aktion Rettet die Grazer Altstadt und ist eng mit dem Europarat verbunden.

## Ziele, Aufgaben und Tätigkeiten
Das ISG setzt sich für den Erhalt von Altstädten, den Schutz von Ortsbildern und die Baukulturpflege ein. Es unterstützt das UNESCO-Weltkulturerbe und fördert die Integration zeitgenössischer Architektur in historische Kontexte.
Seit 1983 veröffentlicht das ISG eine vierteljährliche Zeitschrift, das ISG-Magazin, das seit 2010 in Deutsch und Englisch erscheint. Die Zeitschrift behandelt wechselnde Schwerpunktthemen wie die Erhaltung historischer Bausubstanz, Industriekultur, nachhaltige Entwicklung und zeitgenössisches Bauen im historischen Kontext.
Das ISG ist ein internationaler und überparteilich unterstützter Verein, der in ein großes Netzwerk von Denkmalinstitutionen und Baukulturvereinen eingebunden ist. Es organisiert jährlich ein Symposium, das den internationalen Austausch zwischen Fachleuten intensiviert.